# Proprioseiopsis donchanti
Proprioseiopsis donchanti är en spindeldjursart som först beskrevs av Athias-Henriot 1967.  Proprioseiopsis donchanti ingår i släktet Proprioseiopsis och familjen Phytoseiidae. Inga underarter finns listade i Catalogue of Life.